# Cinque ports

Karta över Cinque ports i Kent och Sussex i södra England.

Cinque ports (franska: fem hamnar) var sju (ursprungligen fem) hamnar, som låg vid de engelska grevskapen Kents och Sussex kuster. 
Dessa var Sandwich, Dover, Hythe, Romney, Hastings, Winchelsea och Rye (de två sista räknades inte med från början). Dessa hamnplatser var tidigare starkt befästa, och i utbyte mot att deras borgare hade skyldighet att utrusta ett visst antal skepp åtnjöt de flera privilegier, bland annat att ha egen jurisdiktion och rättighet att sända två medlemmar från varje hamn till parlamentet. En särskild överdomare som hade titeln Lord Warden of the Cinque Ports övervakade hamnarnas rättigheter. Han höll formellt hov på slottet Walmer vid Deal. Numera är de flesta av hamnarna igengrundade, och några av de städer, som har uppkallats efter dem ligger till och med en bit från havet. Ämbetet Lord Warden finns dock fortfarande kvar som sinekursämbete.